# Ray Wilson
Ramon "Ray" Wilson MBE (17. december 1934 – 15. maj 2018) var en engelsk fodboldspiller, der spillede på venstre back. Han var på det England-hold, der vandt VM i 1966. Han blev født i Shirebrook, Derbyshire.

## Klubkarriere

### Huddersfield Town
Wilson blev en jernebanearbejderlærling da han forlod skolen, men blev opdaget af en talentspejder da han spillede amatør fodbold hos Huddersfield Town. Herefter begyndte han på en kombination af at arbejde på sporene om natten og træne med Huddersfield om dagen, inden han blev værnepligtig.
Hurtigt blev han fremhævet som en stærk og rap venstre back, der var god til at lave overlappende løb, af daværende Huddersfield Town-manager Bill Shankly. Wilson underskrev en professionel kontrakt med klubben i 1952, efter hans to-årige udstationering i hæren, og han fik sin debut mod Manchester United i oktober 1955. To år senere, var Wilson etabeleret som førstevalget på venstre back i Huddersfield.[kilde mangler]

### Everton
I 1964 sluttede Wilson sig til Everton, og på dette tidspunkt havde han spillet 30 gange for England, og til dato er han stadig den Huddersfield-spiller der har spillet flest landskampe for England. Men en overrevet muskel betød, at han mistede det meste af sin første sæson hos Everton. Han var dog med til at vinde FA Cuppen med Everton i 1966. To år senere var han på den tabende side, da Everton blev slået af West Bromwich Albion i FA Cup finalen 1968. Wilsons held faldt i Everton efter endnu en skade, og han fik en fri transfer til Oldham Athletic i 1969, og gik dermed glip af Evertons Første Divisions-titel i 1970. I 1970 skiftede han videre til Bradford City, og fungerede som midlertidig manager for Bradford fra september 1971 til november 1971 efter afgangen af Jimmy Wheeler. Han overtog styringen i ti kampe, før han blev afløst af Bryan Edwards.

## International karriere
I april 1960 fik Wilson sin første landskamp for England i en 1-1-kamp mod Skotland. I Iløbet af de næste 12 måneder spillede han fast på den plads. Udtagelseskommiten hos FA gav ham en plads i truppen til VM i 1962 i Chile, og Wilson spillede i alle tre gruppekampe og i Englands nederlag i kvartfinalen til Brasilien.
Efter VM beholdte Wilson sin plads hos England under den nye manager Alf Ramsey. Det lykkedes Ramsey at komme til at stå alene ansvaret for at udtage holdet, hvilket tidligere havde været FA's opgave, var der en klar fornemmelse af at Wilson var Ramseys foretrukne på venstre back. Andre, såsom Liverpools Gerry Byrne, fik engang i mellem chancen, men Wilson blev Ramseys førstevalg.
Som værter for VM i 1966, deltog England ikke kvalifikationsturneringen, og Ramsey eksperimenterede med andre venstre backs, da han skulle skabe et hold til turneringen. Senere samme år, spillede Wilson seks gange mere på Wembley, som en altid tilstedeværende del af Ramseys England-hold, der gik gennem en VM-gruppe bestående af Uruguay, Mexico og Frankrig; en flygtig kvartfinale mod et voldelig Argentina-hold, og en semifinale mod det gådefulde, portugisisk hold, der også var Wilsons 50. kamp for sit land.
Wilson var den ældste medlem af det engelske hold der nåede VM-finalen mod Vesttyskland. Wilsonss svage tidlige hovedstød faldt ned foran angriberen Helmut Haller, der bragte tyskerne foran, men efter et hat-trick af Geoff Hurst, vandt England kampen 4-2.
Ramsey fortsatte med at vælge Wilson som England kom gennem kvalifikationen til EM i 1968, hvor de til sidst endte med  at tabe i semi-finalen, og sluttede på en tredjeplads samlet. Wilsons 63. og sidste landskamp for England kom i bronzekampen mod Sovjetunionen. På tidspunktet for hans sidste landskamp, havde han rekorden for flest optrædener for en markspiller, uden at have scoret et mål, en rekord der senere blev overgået af Gary Neville og Ashley Cole.
En knæskade i sommeren 1968, kombineret med fremkomsten af den unge Leeds United fuldback Terry Cooper (der var lige så imponerende ved VM i 1970, som Wilson var i 1966, på trods af Englands røg ud i kvartifinalen), endte Wilsons England-karriere.

## Efter pensionering fra fodbold
Han boede i Slaithwaite tæt på Huddersfield med sin kone Pat (der var tre år yngre). De havde to børn. Ray og Pat Wilson blev interviewet sammen i bogen No More Worlds to Conquer af Chris Wright (2015).
Wilson var uden tvivl den af spillerne fra 1966 der holdt den laveste profil, men han skabte et ramaskrig da han efter sit karrierestop ikke valgte at blive i sporten. I stedet opbyggede han en succesfuld bedemandsforretning i Huddersfield. Wilson blev pensioneret som en bedemand i 1997 og flyttede til Halifax. I 2000, blev han og fire af hans holdkammerater fra 1966 – Jagt, George Cohen, Nobby Stiles, og Alan Ball – udnævnt til MBE for deres tjenester til fodbold efter en højt profileret kampagne gennemført af dele af medierne, som var overrasket over, at deres bidrag til engelsk fodbold største dag aldrig var blevet officielt anerkendt. De seks andre, plus Ramsey, allerede havde modtaget forskellige hædersbevisninger. I 2008 blev Wilson optaget i engelsk fodbolds hall of fame af et udvalg af tidligere fodboldspillere.
Wilson er sidenhen blev anset som en af de bedste venstre backs, som England nogensinde har produceret. Selvom han ikke var en målscorer, gjorde hans overblik, afleveringsevne, og stærk løb ned over den venstre flanke, ham til et uvurderligt medlem af det hold der vandt VM i 1966. Han er husket som en af de største spillere i både Huddersfield og Everton.
Den 30. juli 2016, halvtreds år efter den dag England løftede VM-trofæet,  udgav Wilsons tidligere klub, Huddersfield Town sin nye udebanetrøje til sæsonen 2016-17 i hans ære. Det blev udgivet med sætningen "Legends Are Rarely Made", og havde en rød trøje, i en hyldest til trøjen der vandt VM i 1966, og havde Wilsons signatur i hvidt, lige under kraven på ryggen, og under den hvide badge på front. Rays to sønner og hans hustru frigav en erklæring sammen med udgivelsen:
| “ | Vi er meget taknemmelige og ydmyge over at Huddersfield Town har besluttet sig for at ære vores far med denne trøje. Vi har talt med ham om det, og han er meget glad. Ray tænker tit på sine dage som spiller, og især på hans fantastiske tid hos Twon, og vi vil gerne takke klubben for denne ære, og det er dejligt at vide at Ray er så værdsat hos Town. | ” |

### Sygdom og død
Wilson blev diagnosticeret med Alzheimers sygdom i 2004, sammen med holdkammeraterne Martin Peters i 2013 og Nobby Stiles i 2012, der alle spillede med ved VM i 1966. Det frygtes, at sygdommen var forårsaget af at de headed til fodbolde, der var tungere dengang de spillede. Dette kan indikerer at lidelsen formentlig ikke var Alzheimers, men den lignende lidelse CTE.
Den 15. maj 2018, døde Ray Wilson efter at have haft Alzheimers sygdom i 14 år.

## Æresbevisninger

### Klub
Everton
- FA Cup: 1966

### International
England
- VM: 1966